# Ubrique
Ubrique – miasto w Hiszpanii, we wspólnocie autonomicznej Andaluzja. W 2008 liczyło 17 071 mieszkańców.